# Robert Abela
Robert Abela (sinh ngày 7 tháng 12 năm 1977) là một luật sư và chính trị gia người Malta, và Thủ tướng Malta. Ông là con trai của cựu Tổng thống Malta George Abela. Là thành viên của Nghị viện từ năm 2017, ông thay thế Joseph Muscat làm chủ tịch Đảng Lao động sau cuộc bầu cử lãnh đạo nội bộ của đảng được tổ chức vào ngày 11 tháng 1 năm 2020 và được bổ nhiệm làm Thủ tướng vào ngày 13 tháng 1.

## Thời thơ ấu, gia đình và sự nghiệp chuyên nghiệp
Sinh ra ở Sliema năm 1977, con trai cựu Tổng thống Malta George Abela và vợ Margaret (nhũ danh Cauchi), Robert Abela lớn lên ở phía nam Malta, tại Gaxaq và Marsaskala cùng với chị gái Marija. Mẹ của họ, Margaret, làm việc trong ban điều hành của Đại học Cũ ở Valletta và sau đó quản lý công ty luật của gia đình. Robert học tại trường tiểu học Santa Luċija và St Francis ở Bormla, sau đó tiếp tục học cấp hai và lớp sáu tại trường St Aelsius 'College. Một cầu thủ bóng đá khi còn trẻ (ông cũng đã từng tham gia làm thủ môn trong đội trẻ quốc gia),  Abela cũng tập thể hình, thi đấu hai lần trong giải vô địch quốc gia vào cuối những năm 1990.
Abela học Luật tại Đại học Malta, nơi anh gặp người vợ tương lai Lydia. Ông tốt nghiệp năm 2002 và bắt đầu làm việc trong công ty luật Abela Advocates của gia đình, chuyên về luật công nghiệp và lao động. Kể từ trước cuộc bầu cử của Labour lên nắm quyền năm 2013, công ty luật của ông đã có hợp đồng với Cơ quan Kế hoạch của Malta, được gia hạn hàng năm kể từ đó. Abela đã bị chỉ trích vì được hưởng lợi từ các đơn đặt hàng trực tiếp cho các dịch vụ pháp lý từ các cơ quan nhà nước, bao gồm Enemalta và Transport Malta. Năm 2018 Robert Abela cho là, không có xung đột lợi ích khi ông đóng vai trò là đại diện hợp pháp của Air Malta trong khi cha ông, cựu Tổng thống George Abela, đóng vai trò trung gian hòa giải và đàm phán trưởng trong các cuộc đàm phán với các phi công.
Năm 2008, ông kết hôn với Lydia Abela, thư ký của ủy ban điều hành Đảng Lao động, cả hai có một cô con gái tên là Giorgia Mae, sinh năm 2012.